# 黃采儀
黃采儀（1974年4月23日—），台灣演員。光仁中學、中國文化大學中國文學學系文學組畢業，1997年加入金枝演社，迄今表演經歷達二十幾年。
黃采儀由小劇場出發，演出經歷包含電影作品、短片、學生畢業製作、網路微電影、電視迷你劇集、單元劇與電視劇......等各種不同類型的表演。她透過多年的表演經驗，將演員的特質與思考帶入表演藝術。她不停琢磨演員在表演中的角色與角色間的互動，不僅自身在舞台和螢幕前展現深刻的演技，還將自身的表演技巧傳授給新一代演員。她受邀擔任表演指導，擅長培育並挖掘演員內心的真實情感，使角色更加立體、感人。黃采儀對表演藝術的投入與熱情，使她成為業界受專業人士敬重的演員、表演藝術推動者與表演指導。

## 演出經歷

### 電影作品
- 《南方紀事之浮世光影》－導演：黃玉珊（2004年）
- 《刺青》－導演：周美玲（2007年）
- 《插天山之歌》－導演：黃玉珊（2007年）
- 《一八九五》－導演：洪智育（2008年）
- 《牆之魘》－導演：林志儒（2008年）
- 《蝴蝶》－導演：張作驥（2008年）
- 《漂浪青春》－導演：周美玲（2008年）
- 《茱麗葉之該死的茱麗葉》－導演：侯季然（2010年）
- 《眼淚》－導演：鄭文堂（2010年）
- 《賽德克·巴萊》－導演：魏德聖（2011年）
- 《黑貓大旅社》－導演：徐麗雯（2011年）
- 《寶米恰恰》－導演：楊貽茜、王傳宗（2012年）
- 《逆光飛翔》－導演：張榮吉（2012年）
- 《阿嬤的夢中情人》－導演：北村豐晴、蕭力修（2013年）
- 《迴光奏鳴曲》－導演：錢翔（2014年）
- 《共犯》－導演：張榮吉（2014年）
- 《愛琳娜》－導演：林靖傑（2015年）
- 《風中家族》－導演：王童（2015年）
- 《心靈時鐘》－導演：蔡銀娟（2016年）
- 《藍色項圈》－導演：張訓瑋（2018年）
- 《天涯小逃犯》－導演：周美玲（2018年）
- 《比悲傷還悲傷的故事》－導演：林孝謙（2018年）
- 《拂鄉心》－導演：秦海璐（2019年）
- 《失路人》－導演：張志威、林芷芸（2020年）
- 《親愛的殺手》－導演：賴孟傑（2020年）
- 《狗仔杜賓》－公視人生劇展－導演：李彥旻（2022年）
- 《BIG》－導演：魏德聖（2023年）
- 《鳳姐》（未上映，客串演出）

### 短片、學生畢業製作、網路微電影
- 與山－沈可尚（1999）
- 止水－吳怡臻（1999）
- 双影－林志儒（2004）
- 埋伏－田開良（2006）
- 家好月圓－周旭薇（2008）

- 花若離枝－張再興（2012）
- 這一天－陳彥豪（2012）
- 青親－陳彥宏、陳壕（2014）
- 入學通知單－朱峰（2014）
- 申命記－張佑維（2015）

- Here I am－莊翔安（2015）
- 停電－唐健哲（2015）
- 爸爸的筆記本－許肇任（2016）
- 傑夫、珍妮，他的太太與她的先生－陳彥豪（2016）
- 以愛之名－施博瀚（2017）

- 心囚－陳薇萱（2017）
- 𤆬路－李冠毅（2017）
- 仙草的滋味－吳裕程（2018）
- 媽媽桌球－莊翔安（2018）
- 情色小說－林孝謙（2018）
- 張玉紅蛋－林言欣（2018）
- 大吉－公視新創電影 短片－（2020）
- 魚兒水中游  短片－（2022）
- 爬山  短片－（2022）

### 電視迷你劇集、單元劇
- 《作家身影、陳雪》－導演：王志成（2001年）
- 《夏天的芒果冰》－導演：曾文珍（2004年）
- 《藍色告白》－導演：林靖傑（2006年）
- 《娘惹的滋味》－導演：溫知儀（2007年）
- 《肉身蛾》－導演：林志儒（2007年）
- 《牆》－導演：林志儒（2007年）
- 《幸福動物園》－導演：溫知儀（2008年）
- 《我的阿嫲是太空人》－導演：王傳宗（2009年）
- 《躺屍人》－導演：李義澤（2009年）
- 《十七號出入口》－導演：李志薔（2010年）
- 《賴妹釘孤枝》－導演：張晉榮（2011年）
- 《椰仔》－導演：曾英庭（2012年）
- 《結婚不結婚》－導演：賴孟傑（2012年）
- 《遺忘》－導演：連奕琦（2012年）
- 《台北八個人》－導演：賴孟傑（2012年）
- 《B棟8樓》－導演：陳大昱（2014年）
- 《關老爺》－導演：楊一峯（2016年）
- 《生日驚喜》－導演：蔡恩霖（2016年）
- 《媽媽不見了》－導演：鄭文堂（2017年）
- 《紅包》－導演：姜宏仁（2017年）
- 《林投記》－導演：洪子鵬（2017年）
- 《空針》－公視學生劇展，導演：王晟恩（2019年）
- 《兩場葬禮》－公視學生劇展，導演：陳亮廷（2019年）
- 《我的阿北同學》－導演：夏佩爾、烏奴奴（2019年）
- 《畸零地》－公視人生劇展，導演：張翰（2019年）
- 《小春與豬排》－公視人生劇展，客串演出，導演：黃駿傑（2020年）
- 《陽光電台不打烊》－公視人生劇展，客串演出（2020年）
- 《沉默之槍》－公視人生劇展，導演：林真豪（2020年）
- 《俗女養成記2》－導演：嚴藝文、陳長綸（2021年）
- 《2049－幸福話術》－導演：許立達、朱建青（2021年）
- 《找死俱樂部》－AXN電視電影，導演：王傳宗（2023年）
- 《綠金龜的模仿犯》－客家電視台，電視電影，客串演出（2023年）
- 《唱歌給你聽》－客家電視台，電視電影（2024年）
- 《何百芮的地獄毒白》－影集，客串演出（2024年）
- 《星空下的黑潮島嶼》－客家電視台，導演：王傳宗（2025年）

### 電視劇
- 《鐵樹花開》－導演：鄭文力（2006年）
- 《幸福派出所》－導演：林志儒（2006年）
- 《矽谷阿嬤》－導演：鄧安寧（2008年）
- 《彩色寧靜海》－導演：王啟在（2008年）
- 《大將徐傍興》－導演：林志儒（2008年）
- 《芳草碧連天》－導演：周曉鵬（2008年）
- 《月滿小沙漣》－導演：張修誠（2009年）
- 《曙光》－導演：章可中（2009年）
- 《死神少女》－導演：周美玲（2010年）
- 《牽紙鷂的手》－導演：許肇任（2010年）
- 《破浪而出》－導演：鄭文堂（2011年）
- 《美味人生》－導演：周曉鵬（2011年）
- 《我愛美金》－導演：豐奇母（2011年）
- 《阿戇妹》－導演：林志儒（2011年）
- 《陪你看天星》－導演：章可中（2011年）
- 《逆天》－導演：謝準良（2012年）
- 《百萬拖菜工》－導演：傅國樑（2012年）
- 《歌謠風華‑初聲》－導演：凃家銘（2012年）
- 《東門四少》－導演：朱建青（2012年）
- 《守墓生命的羽翼》－導演：謝準良（2013年）
- 《愛在陽光下》－導演：林博生（2013年）
- 《美味的想念》－導演：馮凱、吳蒙恩（2013年）
- 《兩個爸爸》－導演：劉俊傑、王禮瀅（2013年）
- 《孤戀花》－導演：張家政（2013年）
- 《巷弄裡的那家書店》－導演：柯瀚辰、于胡保（2014年）
- 《出境事務所》－導演：許肇任（2015年）
- 《滾石愛情故事之寫一首歌》－導演：許肇任（2016年）
- 《人生逆轉勝》－導演：傅國樑（2016年）
- 《植劇場—戀愛沙塵暴》－導演：北村豐晴（2016年）
- 《外鄉女》－導演：葉天倫、陳長綸（2017年）
- 《酸甜之味》－導演：許肇任（2017年）
- 《他們在畢業的前一天爆炸2》－導演：鄭有傑（2017年）
- 《麻醉風暴2》－導演：蕭力修、洪伯豪、林志儒（2017年）
- 《通靈少女》－導演：陳和榆（2017年）
- 《前男友不是人》－導演：鄧安寧（2018年）
- 《人際關係事務所》－導演：吳建新（2018年）
- 《動物系戀人啊》－導演：瞿友寧、許瑋（2018年）
- 《你的孩子不是你的孩子：貓的孩子》－導演：陳慧翎（2018年）
- 《愛情白皮書》－導演：李芸嬋、林君揚（2019年）
- 《月村歡迎你》（三立連續劇）－導演：郭春暉（2019年）
- 《通靈少女2》－導演：劉彥甫（2019年）
- 《畸零地》（公視人生劇展）－導演：張翰（2019年）
- 《天涯小逃犯》（緯來電視台電視電影，2019年）
- 《我的阿北同學》（華視電視電影，2019年）
- 《空針》（公視學生劇展，2019年）
- 《兩場葬禮》（公視學生劇展，2019年）
- 《誰是被害者》（Netflix影集，2020年）－導演：莊絢維、陳冠仲
- 《金愛演真探團》（Live TV連續劇，2021年）－導演：吳子維
- 《她們創業的那些鳥事》（八大連續劇，客串，2021年）－導演：許肇任、馮家瑞、林志儒
- 《女孩上場》（客串，2021年）－導演：吳宗叡
- 《2049－幸福話術》（東森連續劇，客串，2021年）－導演：許立達、朱建青
- 《如果花知道》（TVBS連續劇，2021年）－導演：郭春暉
- 《正義的算法》（TVBS連續劇，客串，2022年）－導演：許富翔
- 《天下第一招》（大愛劇場連續劇，2022年）－導演：林博生
- 《姊妹們，上》（My Video．Live TV連續劇，2022年）－導演：林志儒
- 《船到橋頭不會直》（客串連續劇，2022年）
- 《你準備萌芽了嗎？》（大愛劇場連續劇，2024年）－導演：邱晧洲
- 《在光裏的人》（大愛劇場連續劇，2024年）－導演：林宏杰
- 《生命的麥田》（大愛劇場連續劇，2024年）－導演：周美玲
- 《成名在望》（影集，2025年）
- 《我們與惡的距離 II》－公視電視台，導演：林君陽（2025年）
- 《他的靈魂與他的書店》－大愛電視台，導演：林志儒（2026年）

### 舞台劇作品
- 《祭特洛依》 ・王榮裕（1997）・金枝
- 《台灣女俠白小蘭》 ・王榮裕（1998）・金枝
- 《台灣羅漢傳奇》・游蕙芬、徐永樹、林浿安、周曼農・（1998）金枝
- 《群蝶》・王榮裕（1999）・金枝
- 《青春悲喜曲》 ・陳伯維（2001）・外表坊
- 《他殺現場》・ ・（2001）河左岸
- 《零》・張鶴金・（2001）匯川
- 《可愛冤仇人》・王榮裕（2001）・金枝
- 《眼球愛地球》・眼球先生（2002）・外表坊
- 《死娃娃巴比》・眼球先生（2002）・眼球愛地球

- 《觀音山恩仇記》・王榮裕（2002）・金枝
- 《殘酷的花朵》・眼球先生（2003）・外表坊
- 《強盜的女兒》・朱曙明（2003）・九歌
- 《眼球先生夜總會》・眼球先生（2003）・外表坊
- 《羅密歐與茱麗葉》・王榮裕（2003）・金枝
- 《勿忘影中人》・眼球先生（2004）・眼球愛地球
- 《水火祭特洛依》・張鶴金（2004）・匯川
- 《媽媽再愛我一次》・眼球先生（2005）・眼球愛地球
- 《英雄密碼》・符宏征（2006）・動見体
- 《約會》・徐堰鈴（2007）・莎妹

- 《我的天使朋友》・張嘉容（2008）・動見体
- 《逆旅》・廖俊凱（2011）・狂想
- 《一桌二椅》之《沒事》（北京版）・魏瑛娟（2012）・創作社
- 《西夏旅館．蝴蝶書》・魏瑛娟（2014）・創作社
- 《雲淡風輕之人皮燈籠》・眼球先生（2015）・眼球愛地球
- 《父親》・吳彥霆（2016）・B劇團
- 《死死免了米》・洪于涵（2017）・娩娩工作室
- 《我並哀傷 是因為你離我很遠》・柴幸男（2018）再現劇團＋莎妹
- 《島上的最後晚餐》・廖俊凱（2018）・狂想
- 《260號房》・眼球先生（2019）・眼球愛地球
- 《昨夜星辰》・樊光耀（2020）・表演工作坊
- 《孽子》・曹瑞原（2020）・創作社
- 《聊齋-聊什麼哉》（2021）・莎妹
- 《流麻溝十五號》 電影（2022）
- 《無法離開的人》・VR作品(綠島人權文化園區) 陳芯宜作品（2022）

### 表演指導
- 南方紀事之浮世光影－黃玉珊（2004）
- 戀戀舊山線－林志儒（2006）
- 肉身蛾－林志儒（2006）
- 幸福派出所－林志儒（2006）
- 娘惹的滋味－溫知儀（2007）

- 茱麗葉之兩個茱麗葉－沈可尚（2010）
- 爸爸加油－林志儒（2011）
- 賽德克巴萊－魏德聖（2011）
- 甜﹒秘密－許肇任（2012）
- 球來就打－尹祺（2012）

- 逆光飛翔－張榮吉（2012）
- 歌謠風華～初聲－凃家銘（2012）
- 小孩大人－黃志翔（2012）
- 親愛的奶奶－瞿友寧（2013）
- KANO－馬志翔（2014）

- 共犯－張榮吉（2014）
- 春梅－洪于茹、楊一峯（2014）
- 大稻埕－葉天倫（2014）
- 風中家族－王童（2015）
- 太陽的孩子－鄭有傑（2015）

- 一個角落－廖士涵（2015）
- 心靈時鐘－蔡銀娟（2016）
- 傻瓜向錢衝－黃銘正（2016）
- 52Hz, 我愛你－魏德聖（2017）
- 麻醉風暴2－蕭力修、洪伯豪、林志儒（2017）

- 血觀音－楊雅喆（2017）
- 藍色項圈－張訓瑋（2018）
- 翻牆的記憶－何潤東（2018）
- 你的孩子不是你的孩子－陳慧翎（2018）
- 有五個姊姊的我就註定要單身了啊－蘇文聖（2018）
- 從此，實現夢想－鄭海伯（2018）

- 愛情白皮書－李芸嬋、林君陽（2019）
- 陪你很久很久－賴孟傑（2019）
- 用九柑仔店　影集（2019）
- 愛情白皮書　影集（2019）
- 魁儡花　公視連續劇（2019）
- 親愛的殺手　電影（2019）
- 東經﹒北緯　電影（2019）
- 最後一杯蛋蜜汁　短片（2019）
- 跟你老婆去旅行　電影（2019）
- 大桔大利闔家平安　客台單元劇（2019）
- 乩身　第一集樣帶（2019）

- 女孩上場 1　客台連續劇（2020）
- 臺灣三部曲　電影（未拍成）（2020-2021）
- 貓與蒼蠅　短片（2020）
- 四樓的天堂　影集（2020）
- 比悲傷還悲傷的故事　影集（2020）
- 一杯熱奶茶的等待　電影（2020-2021）

- 二重奏　短片（2021）
- 頭七　電影（2021）
- 狗仔杜賓　人生劇展（2021）
- 青藝盟高中生表演課（2021）
- VR短片 無法離開的人（2021）

- 妮波進行式　影集（2022）
- 臺灣三部曲　動畫錄音（2022）
- 鳳姐　電影（2022）
- 暗夜微光　客台連續劇（2022）
- AV表演課（2022）
- 潛水員表演課（2022）
- 茅廬 現場必修課（2022）
- 集武躍動作演員課（2022）
- 華流之星表演課（2022）

- 女孩上場 2　客台連續劇（2023）
- 雙打　電影（2023）
- 我想和你在一起　電影（2023）
- 臺灣三部曲　動畫錄音（2023）
- 集武躍動作演員表演課（2023）

## 獎項紀錄
| 年份   | 頒獎典禮         | 獎項                       | 影片                      | 角色   | 結果 |
| ------ | ---------------- | -------------------------- | ------------------------- | ------ | ---- |
| 2006年 | 第41屆金鐘獎     | 迷你劇集／電視電影女配角獎 | 《肉身蛾》                | 阿貞   | 獲獎 |
| 2007年 | 第42屆金鐘獎     | 戲劇節目女主角獎           | 《鐵樹花開》              | 駱秀美 | 提名 |
| 2012年 | 第47屆金鐘獎     | 戲劇節目女主角獎           | 《阿戇妹》                | 艷梅   | 提名 |
| 2013年 | 第48屆金鐘獎     | 迷你劇集／電視電影女配角獎 | 《臺北八個人》            | 林蕙芬 | 提名 |
| 2019年 | 第21屆台北電影節 | 最佳女主角獎               | 《情色小說》              | 方遠儀 | 提名 |
| 2020年 | 第5屆竹塹奧斯卡  | 最佳女主角獎               | 《空針》                  | 董秀貞 | 獲獎 |
| 2024年 | 第59屆金鐘獎     | 迷你劇集／電視電影女配角獎 | 《客家電影院─唱歌給你聽》 | 淑娟   | 提名 |

## 外部連結
- 黃采儀在互联网电影资料库（IMDb）上的資料（英文）（英文）
- 黃采儀在香港影庫上的簡介
- 黃采儀在豆瓣上的资料（简体中文）
- 黃采儀在时光网上的簡介（简体中文）